# Dödsexpressen
Dödsexpressen (originaltitlar Pánico en el Transiberiano och Horror Express) är en spansk-brittisk skräckfilm från 1972 i regi av Eugenio Martín (krediterad som Gene Martin).

## Handling

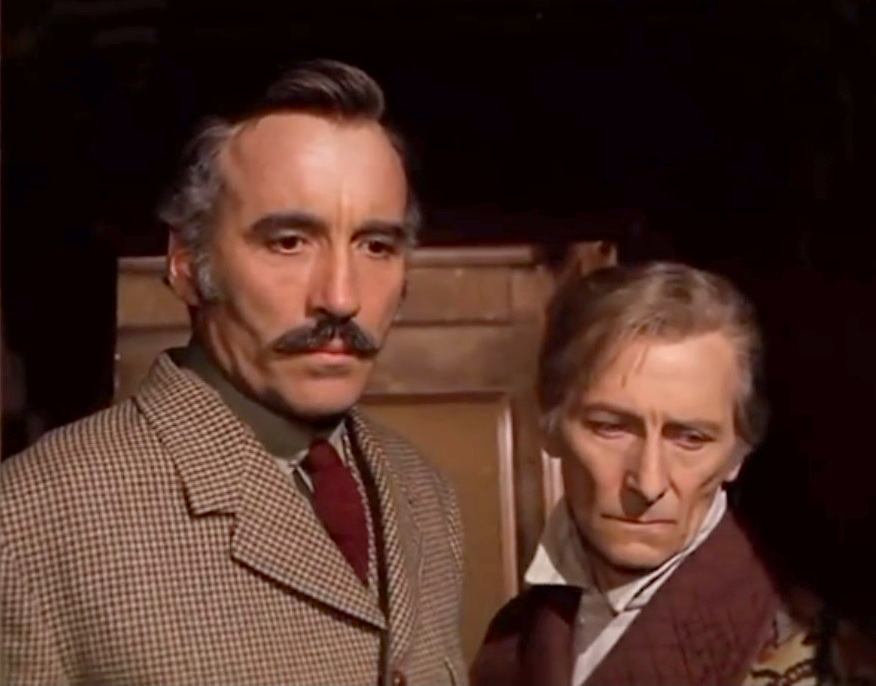
Screenshot från Dödsexpressen. Till vänster Christopher Lee, till höger Peter Cushing.

Kina 1906. Professor Alexander Saxton (Christopher Lee) ska resa tillbaka till Europa med Transsibiriska järnvägen. Med sig har han en låda innehållande de frusna kvarlevorna av en primitiv människoliknande varelse som han funnit i en grotta i Manchuriet. Med ombord på tåget finns även Doktor Wells (Peter Cushing), Saxtons vän och forskarkollega. Innan tåget avgår från stationen hittas en tjuv död på perrongen. Hans ögon är helt vita och saknar pupiller och irisar. En munk vid namn Pujardov (Alberto de Mendoza) förklarar att Saxtons låda innehåller ondskefulla ting. Saxton avfärdar påståendet som vidskeplighet. Lådans okända innehåll väcker misstänksamhet hos Wells som mutar en sovvagnskonduktör att öppna och undersöka den. Den apliknande varelsen i lådan dödar konduktören och rymmer därefter.
Varelsen dödar fler människor på sin väg genom tåget. Precis som hos tjuven och konduktören är offrens ögon opakt vita. Efter en obduktion dras slutsatsen att offrens hjärnor dränerats på minnen och kunskap. Varelsen dödas av poliskommissarie Mirov och hotet är till synes undanröjt. Saxton och Wells upptäcker att förhistoriska bilder av jorden sedd från rymden finns gömda i vätska från varelsens öga. De drar slutsatsen att de har att göra med ett utomjordiskt fenomen som tar sig in i andra varelsers kroppar och bosätter sig där. När Mirov dödade den apliknande varelsen flyttade det utomjordiska fenomenet över till honom. Fader Pujardov känner att något ovanligt bor inom Mirov och drar slutsatsen att det är Satan. Han ger upp sina tidigare övertygelser och svär trohet mot den nya kraften.
De ryska myndigheterna meddelas om mordvågen ombord på tåget. Den hotfulla kosackofficeraren Kazan (Telly Savalas) går ombord på tåget med en handfull av sina män. Kazan tror först att tåget gömmer rebeller, men när Saxton släcker lyset ombord avslöjas att Mirov är varelsen. Varelsen söker den polske greven Marion Petrovskis metallurgiska kunskaper för att med hjälp av dessa konstruera en farkost att fly från jorden i. Kazan dödar Mirov och varelsen flyttar över sig till fader Pujardov. Passagerarna flyr till godsvagnen medan Pujardov mördar greven samt Kazan och hans män och dränerar deras hjärnor. Saxton räddar grevinnan och riktar en pistol mot Pujardov. Saxton har insett att starkt ljus förhindrar varelsen från att dränera offrens hjärnor och flyttar därför Pujardov till ett upplyst utrymme. Pujardov förklarar att varelsen är ett slags samlad energi från en annan galax. Varelsen blev kvarlämnad på jorden efter en olycka och överlevde under flera miljoner år i olika urdjur, fiskar och andra djur. Den kan inte överleva mer än en kort stund utan att husera i någon annans kropp. Varelsen ber om nåd och försöker locka Saxon med sina avancerade kunskaper och löften om att kunna bota sjukdomar. Saxon distraheras och varelsen tar sig in i grevens kropp och attackerar därefter Saxon. Saxon och grevinnan flyr och samtidigt återuppväcker varelsen alla sina tidigare offer som zombies. Saxton och grevinnan når den sista vagnen där de andra överlevande finns och försöker frikoppla vagnen från resten av tåget. De ryska myndigheterna skickar telegram till en järnvägsstation en bit bort om att koppla om till ett sidospår så att tåget ska åka ut för ett stup.
Varelsen dödar tågföraren, och Saxton och Wells lyckas frikoppla sista vagen. När varelsen inser att tåget kommer åka utför stupet försöker han att bromsa tåget. Han lyckas inte utan tåget åker utför klippan och krossas mot marken. Sista vagnen rullar sakta mot stupet, men stannar precis innan den är framme vid kanten. De överlevande lämnar vagen medan Saxton, Wells och greven tittar ner i ravinen för att bevittna förödelsen.

## Rollista
- Christopher Lee – Alexander Saxton
- Peter Cushing – Dr. Wells
- Alberto de Mendoza – Fader Pujardov
- Telly Savalas –  Kazan
- Julio Peña – Mirov
- Silvia Tortosa – Grevinnan Irina Petrovski
- Ángel del Pozo – Yevtushenko
- Helga Liné – Natasha
- Alice Reinheart – Fröken Jones
- José Jaspe – Konduktör Konev
- George Rigaud – Greve Marion Petrovski
- Víctor Israel – Maletero – bagagehanterare
- Faith Clift – Amerikansk passagerare (krediterad som Faith Swift)
- Juan Olaguivel – Varelsen (krediterad som Juan Olaguivel)
- Barta Barri – Telegrafist

## Om filmen
Dödsexpressen spelades in i Madrid med start i december 1971 efter ett manus av Arnaud d'Usseau och Julian Halevy. Den producerades av Bernard Gordon för produktionsbolagen Granada Films och Benmar. Den fotades av Alejandro Ulloa och klipptes av Robert Dearberg. Musiken komponerades av John Cavacas.
Filmen hade premiär den 30 september 1972 på den spanska filmfestivalen Sitges. Den hade amerikansk premiär i november 1973, västtysk premiär den 3 januari 1974 och brittisk premiär i mars 1974. Den 30 januari 1975 hade filmen spansk biopremiär, den 28 maj 1975 fransk biopremiär och den 30 oktober 1975 nederländsk biopremiär. Den har aldrig gått på bio i Sverige, men visades i TV4 1994 och 2002. Den finns utgiven på DVD.
Filmens öppningssekvens anger att tåget avgår från Peking. På de skyltar som finns med i filmen står dock Shanghai på kinesiska. Rollfigurerna anger också Shanghai som avreseort i dialogen.